# Kevin Mwachiro
Kevin Mwachiro (Nairobi, 8 de marzo de 1973) es un escritor, periodista, podcaster y activista LGBTQ+ keniano. Es conocido por su compromiso con la visibilidad de las comunidades queer en África y se le considera uno de los primeros autores kenianos en publicar abiertamente historias escritas por personas queer.

## Biografía
Kevin Mwachiro nació el 8 de marzo de 1973, en Nairobi, ciudad capital de Kenia. Estudió Comercio en la Universidad Daystar en Kenia y en 2003 completó una maestría en Artes en producción de radio en la Universidad de Bournemouth en el Reino Unido.
Trabajó para African Women in Agricultural and Research Development (AWARD) y BBC News, entre otros, antes de centrarse en el trabajo literario y activista.
En 2013, publicó Invisible – Stories from Kenya’s Queer Community (en español: Invisible: Historias de la comunidad queer de Kenia), el primer libro en Kenia con historias personales de personas queer. Este libro se publicó con el apoyo de la Fundación Heinrich Böll. También editó las colecciones We've Been Here (historias de personas LGBTQI mayores de 50 años), Boldly Queer: African Perspectives on Same-sex Sexuality and Gender Diversity y Rainbow Childhoods.
Mwachiro escribió el cuento Number Sita, que apareció en la colección Nairobi Noir, y la obra de teatro Thrashed, que formó parte del proyecto Six in the City del Goethe-Institut.

### Podcast
En 2017, Mwachiro inició el podcast Nipe Story, un podcast quincenal que presenta historias cortas, con un enfoque especial en las voces de la comunidad LGBTQ+.

### Activismo
Mwachiro forma parte de las juntas directivas de PEMA Kenia y Amnistía Internacional. Anteriormente, formó parte de la junta directiva de la Coalición Gay y Lésbica de Kenia.
Cofundó el Out Film Festival en Nairobi, el primer festival de cine LGBTQ+ de África Oriental.
En 2018 participó, junto a su compañero Kelvin Washiko, en los Gay Games de París representando a Kenia en atletismo. Para asistir a la cita deportiva, obtuvieron becas de la Federación de los Juegos Gays, la organización International Front Runners y un club de corredores LGBT.